# 灿烂眶灯鱼
灿烂眶灯鱼（学名：Diaphus fulgens）为輻鰭魚綱燈籠魚目灯笼鱼科眶灯鱼属的鱼类，俗名照耀眶灯鱼。分布于印度洋、太平洋的热带海区以及南海等海域，垂直分布约1000-0米，體長可達4.5公分。

## 扩展阅读
維基物種上的相關：灿烂眶灯鱼